# فلسفة إيمانويل كانط السياسية
كانت فلسفة إيمانويل كانط السياسية تميل نحو مقاربة جمهوريانية كلاسيكية. في كتابه السلام الدائم مخطط فلسفي (1795)، وضع كانط قائمة لعدة شروط رأى أنها ضرورية لإنهاء الحروب وإقامة سلام دائم. كان من بين هذه الشروط عالم من جمهوريات دستورية من خلال تأسيس جماعة مشتركة سياسية. وُسعت نظريته في الجمهوريانية الكلاسيكية في مذهب الحق (1797)، الذي كان الجزء الأول من ميتافيزيقيا الأخلاق. شهدت فلسفة كانط السياسية مع نهاية القرن العشرين انتعاشًا ملحوظًا في البلدان الناطقة بالإنجليزية من خلال دراسات أساسية في غضون عدة سنوات فاقت ما كان قد ظهر في العقود العديدة السابقة.

## نظرة عامة

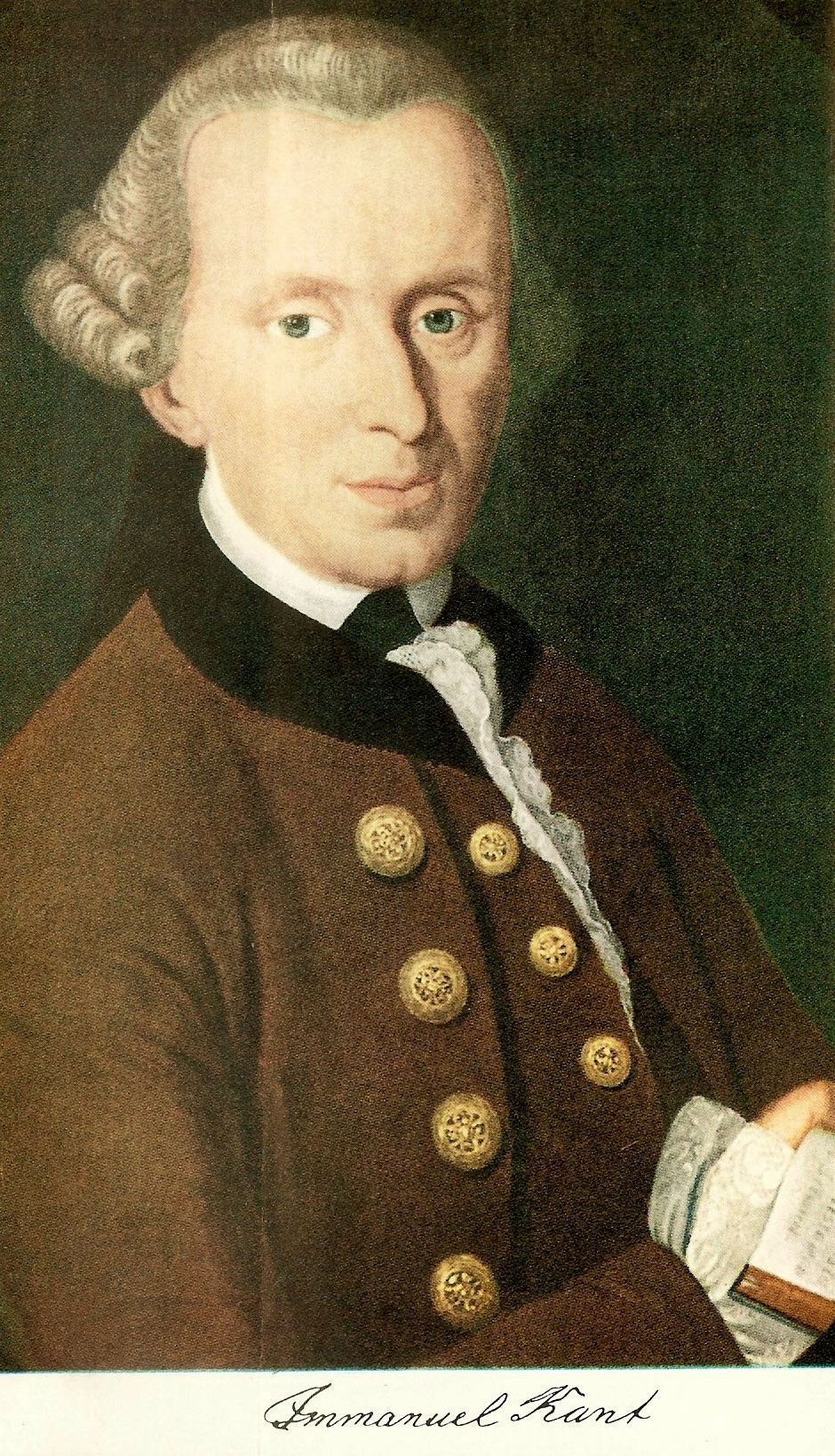
إيمانويل كانط

كان مذهب دولة القانون أبرز مساهمات كانط في الفلسفة السياسية وفلسفة القانون. وفقًا لهذا المذهب، تحد صلاحيات الدولة من أجل حماية المدنيين من الممارسات التعسفية للسلطة. مذهب دولة القانون هو مفهوم في الفكر القانوني في أوروبا القارية، وقد اشتُق هذا المفهوم أساسًا من فقه القضاء الألماني، الذي يمكن ترجمته ب «الدولة القانونية» أو «دولة الحقوق». وهي «دولة دستورية» تقيد فيها ممارسة الصلاحيات الحكومية من قبل القانون، وعادة ما تربط بالمفهوم الأنجلو أمريكي لحكم القانون. وصفت فلسفة كانط السياسية بأنها ليبرالية نظرًا إلى افتراضها حدودًا على الدولة استنادًا على العقد الاجتماعي كقضية تنظيمية.
في دولة القانون، يتشارك المواطنون حريات مدنية تستند إلى القانون ويمكن لهم اللجوء إلى المحاكم. ولا يمكن لدولة أن تكون ديمقراطية ليبرالية دون أن تكون أولًا دولة قانون. يضع الكتاب الألمان عادة نظريات إيمانويل كانط في بداية سردياتهم عن الانتقال نحو دولة القانون. طرحت دولة القانون بمعنى «الدولة الدستورية» في الأعمال اللاحقة لإيمانويل كانط بعد تبني الدستورين الأمريكي والفرنسي في أواخر القرن الثامن عشر. تستند مقاربة كانط على سيادة الدستور المكتوب للبلاد. ويتعين أن تخلق هذه الهيمنة ضمانات لتطبيق فكرته المحورية: حياة سلمية دائمة كشرط رئيسي لسعادة الشعب وازدهاره. لم يبن كانط مذهبه سوى على الدستورانية والحكومة الدستورية. وبذلك صاغ كانط المشكلة الرئيسية للدستورانية، «يستند دستور دولة في نهاية المطاف على أخلاق مواطنيه، التي، بدورها، تنبني على خير هذا الدستور». تشكل فكرة كانط أساس النظرية الدستورية في القرن العشرين.
يرتكز مفهوم دولة القانون على أفكار أتى بها إيمانويل كانط في كتابه أسس غيبيات الأخلاق على سبيل المثال: «إن مهمة إقامة حياة سلام كونية ودائمة ليست جزءًا من نظرية القانون ضمن إطار عمل العقل المحض فحسب، بل هي بحد ذاتها هدف مطلق وأقصى. ولتحقيق هذا الهدف، ينبغي أن تصبح الدولة الجماعة المشتركة لعيش عدد كبير من البشر شريطة وجود ضمانات تشريعية لحقوق الملكية الخاصة بهم التي يضمنها دستور مشترك.
إن سيادة هذا الدستور ... يجب أن تشتق قبليًا من اعتبارات بلوغ هذا المثال المطلق في التنظيم الأكثر عدلًا وإنصافًا لحياة البشر تحت رعاية القانون العام». ظهر مفهوم دولة القانون في السياق الألماني في كتاب روبيرت فون ميهل دي دويتش بوليتزايفيسينشافت ناخ دين غروندساتزن ديس ريشتستاتس («علم البوليس الألماني وفقًا لمبادئ الدولة الدستورية»، 1832 - 1834)، وكان هذا المفهوم يتباين مع مفهوم الدولة البوليسية الأرستقراطية.
كان كانط يعارض «الديمقراطية» التي كانت، في تلك الحقبة، تعني ديمقراطية مباشرة، وكان يؤمن أن حكم الأغلبية كان يشكل تهديدًا للحرية الفردية. وذكر أن «الديمقراطية، بالمعنى الصحيح للكلمة، هي استبداد بالضرورة، نظرًا إلى أنها تقيم سلطة تنفيذية يقرر فيها «الجميع» عن واحد لا يتفق معهم، أو حتى يقررون ضده، أي أن «الجميع»، وهم ليسوا الجميع تمامًا، يقررون، وهذا يضع الإرادة العامة في تناقض مع نفسها ومع الحرية». شأنه شأن معظم الكتاب في عصره، ميز كانط بين ثلاثة أنماط للحكم: الديمقراطية والأرستقراطية والملكية، وكانت الحكومة الخليطة الشكل الأكثر كمالًا للحكم.
وكانت فلسفة كانط السياسية تتميز بقناعته أن الجامعة ينبغي أن تكون نموذجًا لصراع خلّاق: دور الفيلسوف ضمن الجامعة ينبغي أن يكون «حماية» الكليات العليا (التي كانت في عصره اللاهوت والقانون والطب) وأن يضمن أن تمتثل تعاليمها إلى مبادئ العقل، وبالمثل، يمكن بلوغ هدف السلام الدائم في المجتمع فقط حين يستشير الحكام الفلاسفة بصورة منتظمة.